# Bona (film)
Pour les articles homonymes, voir Bona.
Pour plus de détails, voir Fiche technique et Distribution.
Bona est un film philippin réalisé par Lino Brocka, sorti en 1980.
Il est présenté à la Quinzaine des réalisateurs au Festival de Cannes 1981.

## Fiche technique
- Titre français : Bona
- Réalisation : Lino Brocka
- Scénario : Cenen Ramones
- Pays d'origine :  Philippines
- Format : Couleurs - 35 mm - Mono
- Genre : drame
- Durée : 85 minutes
- Dates de sortie :
  -  Philippines : 25 décembre 1980
  -  France : 23 mai 1981 (Festival de Cannes 1981), 25 septembre 2024 (sortie nationale)

## Distribution
- Nora Aunor : Bona
- Phillip Salvador : Gardo
- Marissa Delgado : Katrina
- Raquel Monteza : Nancy
- Venchito Galvez : le père de Bona
- Rustica Carpio : la mère de Bona
- Nanding Josef : Nilo
- Spanky Manikan : le frère de Bona